# Kojiki
Kojiki (jap. 古事記 Kojiki) – dzieło mające stanowić oficjalną historię Japonii, spisane w 712 roku przez wysokiej rangi urzędnika dworskiego, Ō-no Yasumaro (jap. 太安万侶), na rozkaz cesarzowej Gemmei. Jest to najwcześniejsze zachowane japońskie dzieło historiograficzne. Jego treść powstała na bazie wcześniejszych podań (jednakże nie zachowały się informacje mówiące, w jakiej formie wcześniej te podania istniały). Tekst Kojiki przygotowany za czasów cesarzowej Genmei nie zachował się, a jego treść znana jest z późniejszych kopii.

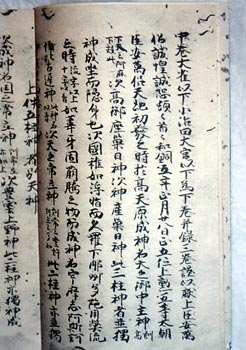
Kojiki, manuskrypt Shinpukuji, 1371–1372

Utwór składa się z trzech zwojów: 
- pierwszy, oprócz przedmowy, opisuje narodziny wszechświata i jego mechanizm. Opisuje proces rozdzielenia nieba i ziemi i zamieszkujące te obszary duchy[3].
- drugi opisuje dzieje podboju archipelagu japońskiego przez duchy nieba[3];
- trzeci przedstawia przebieg panowania trzydziestu trzech kolejnych władców – potomków duchów nieba na Ziemi[3].

Kronika ta została zapisana z wykorzystaniem chińskich ideogramów, jako że w VIII wieku język japoński nie posiadał jeszcze swojego własnego usystematyzowanego systemu zapisu. Część tekstu została zapisana kanbunem (zapis zdania po chińsku, odczytanie po japońsku), a część man’yōganą (znaki chińskie użyte jedynie do przekazania wymowy, nie znaczenia).
W Polsce Kojiki czyli Księga dawnych wydarzeń opublikowana została po raz pierwszy w 1986 roku przez Państwowy Instytut Wydawniczy w serii Bibliotheca Mundi. Księgę przetłumaczył i opatrzył przypisami profesor Uniwersytetu Warszawskiego, Wiesław Kotański. Wcześniej, w roku 1983, nakładem wydawnictwa Iskry pojawiło się studium na ten temat, Japońskie opowieści o bogach, również autorstwa Kotańskiego.